# Salomon Mayer Rothschild
Baron Salomon Mayer von Rothschild (alternativně Salomon Meyer Freiherr von Rothschild; 9. září 1774 – 28. července 1855) byl vídeňský bankéř, železářský a horní podnikatel, pocházející z německé židovské rodiny, zakladatel vídeňské větve rodiny Rothschildů.

## Životopis
Narodil se ve Frankfurtu nad Mohanem jako třetí dítě a druhý syn Gutlé Schnapperové (1753–1849) a Mayera Amschela Rotschilda (1744–1812). V roce 1800 se oženil s Caroline Sternovou (1782–1854). Měli dvě děti.
V roce 1815 obdržel občanskou svobodu v Brně a ve Vídni. Následujícího roku 1816 se usídlil ve Vídni, kde získal městské právo a byl povýšen do šlechtického stavu. Roku 1822 mu císař František I. udělil titul baron. V letech 1823, 1829 a 1842 Rothschild poskytl finanční půjčky rakouské monarchii. Byl také významným akcionářem transportní společnosti Rakouský Lloyd a organizátorem evropského monopolu obchodu se rtutí. V roce 1835 se stal prostřednictvím jím financované společnosti (jako Žid podnikat nemohl) majitelem Vítkovických železáren v Ostravě, které následně dodávaly kolejnice pro Severní dráhu císaře Ferdinanda a mostní konstrukci pro Széchényiho řetězový most spojující přes Dunaj Budapešť. Dále podnikal při těžbě asfaltu v Dalmácii.
Salomon Rotschild byl také se svými poradci duchovním otcem a organizátorem první železniční dráhy s parním provozem ve Střední Evropě. Byl hlavním investorem jak prvního životaschopného úseku Vídeň–Brno (7. července 1839), tak i celé dráhy Vídeň–Bochnia. Již v roce 1830 vyslal profesora Franze Xavera Riepla do Anglie, aby se podrobně seznámil s fenoménem parní železnice, kterou následně projektoval. Rothschild tak podle svých hutních a uhelných lokalit mohl určit vedení první trati na slezském území s tím, že mířilo přes Ostravu, nikoliv přes hlavní město Opavu nebo přes Těšín.

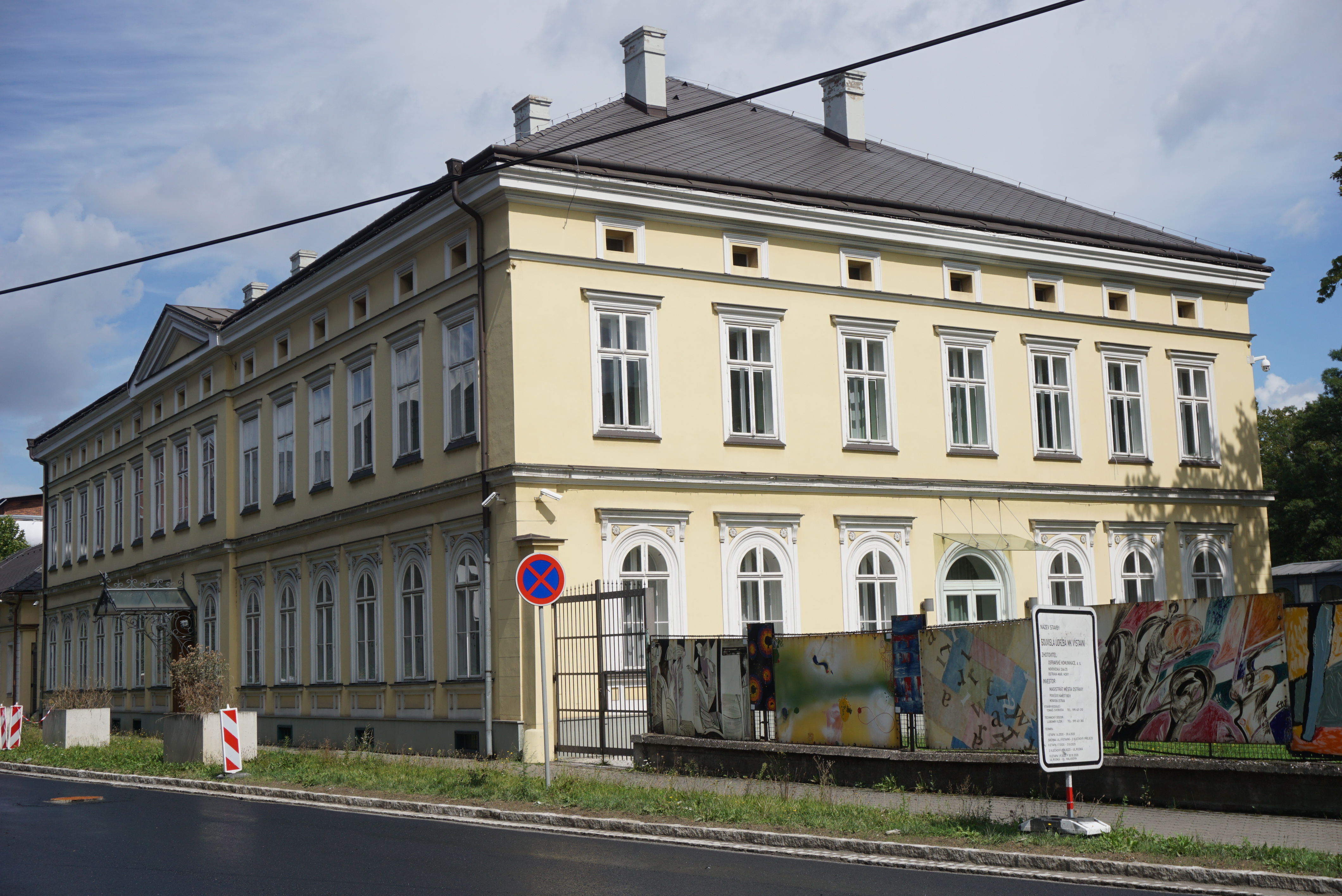
Rothschildův zámek v Ostravě-Vítkovicích

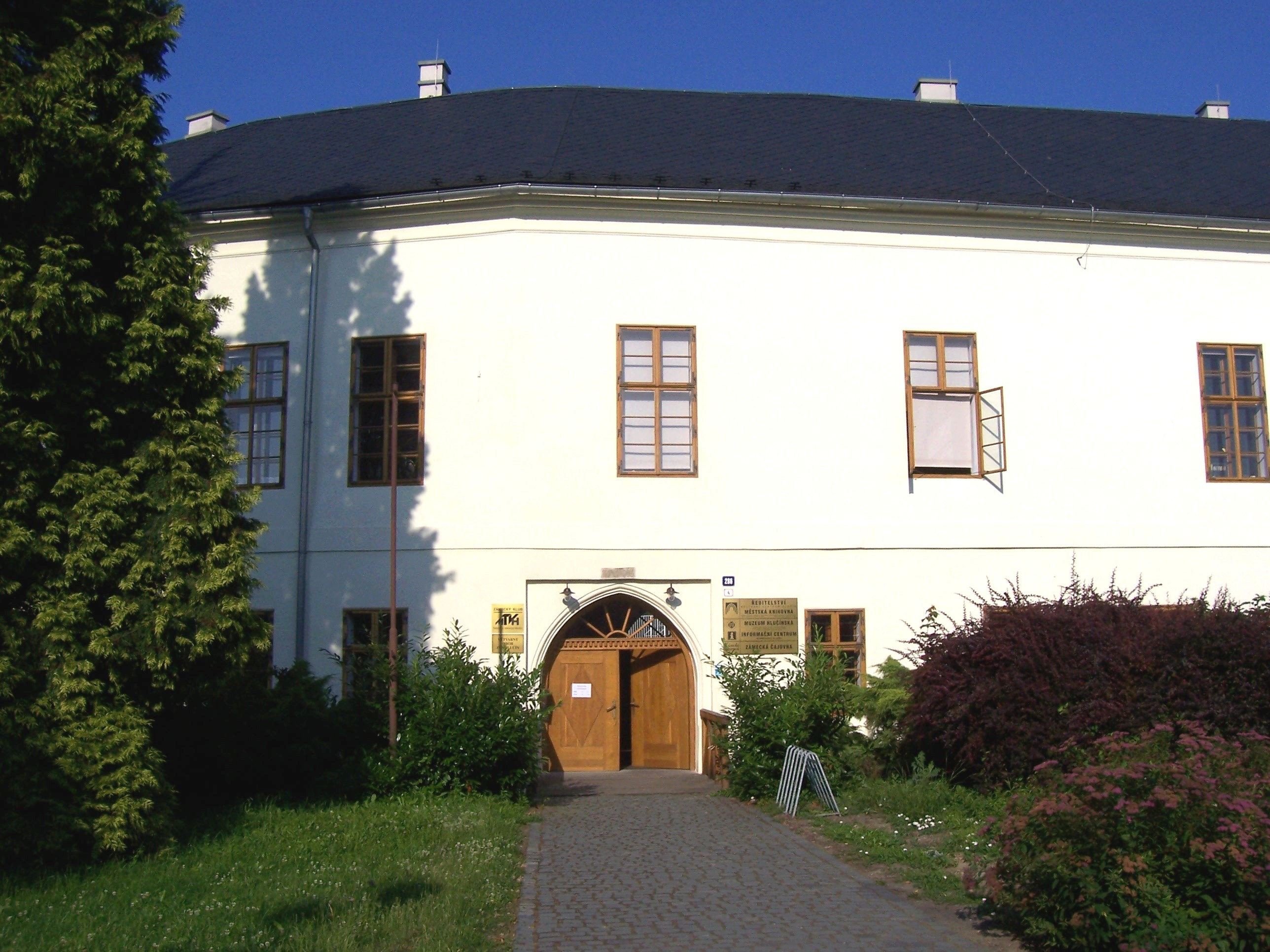
Zámek v Hlučíně

Přátelil se s kancléřem Metternichem, jehož politické názory mu byly blízké v době, kdy i on sám zasahoval do politiky. Po pádu Metternichovy vlády ve svých 74 letech opustil Vídeň a přesídlil s manželkou do Paříže k dceři Betty (1805–1886) a jejímu manželovi, bankéři Jakobovi/Jamesi Rothschildovi (1802–1868), který byl Salomonovým nejmladším bratrem. Přestěhoval také svou rozsáhlou sbírku umění. Sbíral především obrazy italské renesance a francouzskou malbu od renesance do baroka. Kolekci jeho obrazů získal Louvre, další díla se prostřednictvím jeho dědiců dostala do Kunsthistorisches Musea ve Vídni (například tři portréty od Franse Halse, po jednom od Hyacintha Rigauda nebo Davida Tenierse).

## Slezsko a Morava
Salomon Meyer Rothschild založil v Ostravě po něm pojmenovaný hlubinný černouhelný Důl Šalomoun a po jeho manželce pojmenovaný Důl Karolina s koksovnou stejného názvu. Uhlím zásoboval své Vítkovické železárny a Třinecké železárny. Ve Vítkovicích dal postavit empírový zámek. Roku 1844 s hlučínským panstvím zakoupil zámek v Hlučíně, který okamžitě dal adaptovat a vedl v něm společenský salón, který navštěvoval například jím podporovaný sochař Johannes Janda nebo malíř-portrétista Julius Stein. V letech 1848–1851 Rothschild vlastnil na Zlínsku panství se zámkem v Koryčanech, kde nesídlil, ale využíval především jeho lesní hospodářství.

## Galerie

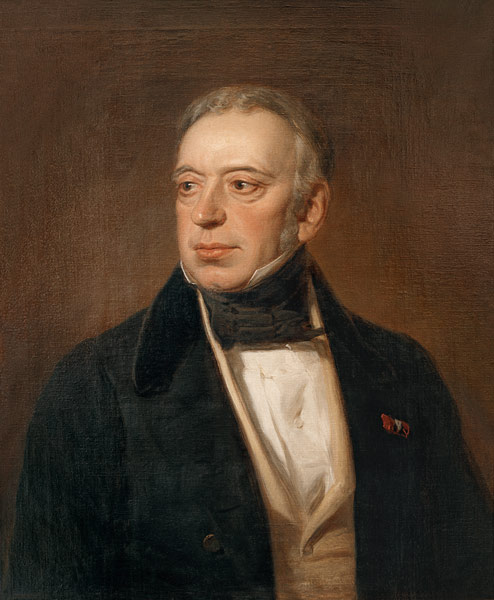
Moritz D. Oppenheim: Salomon Mayer, Frankfurt n. M. kolem 1830
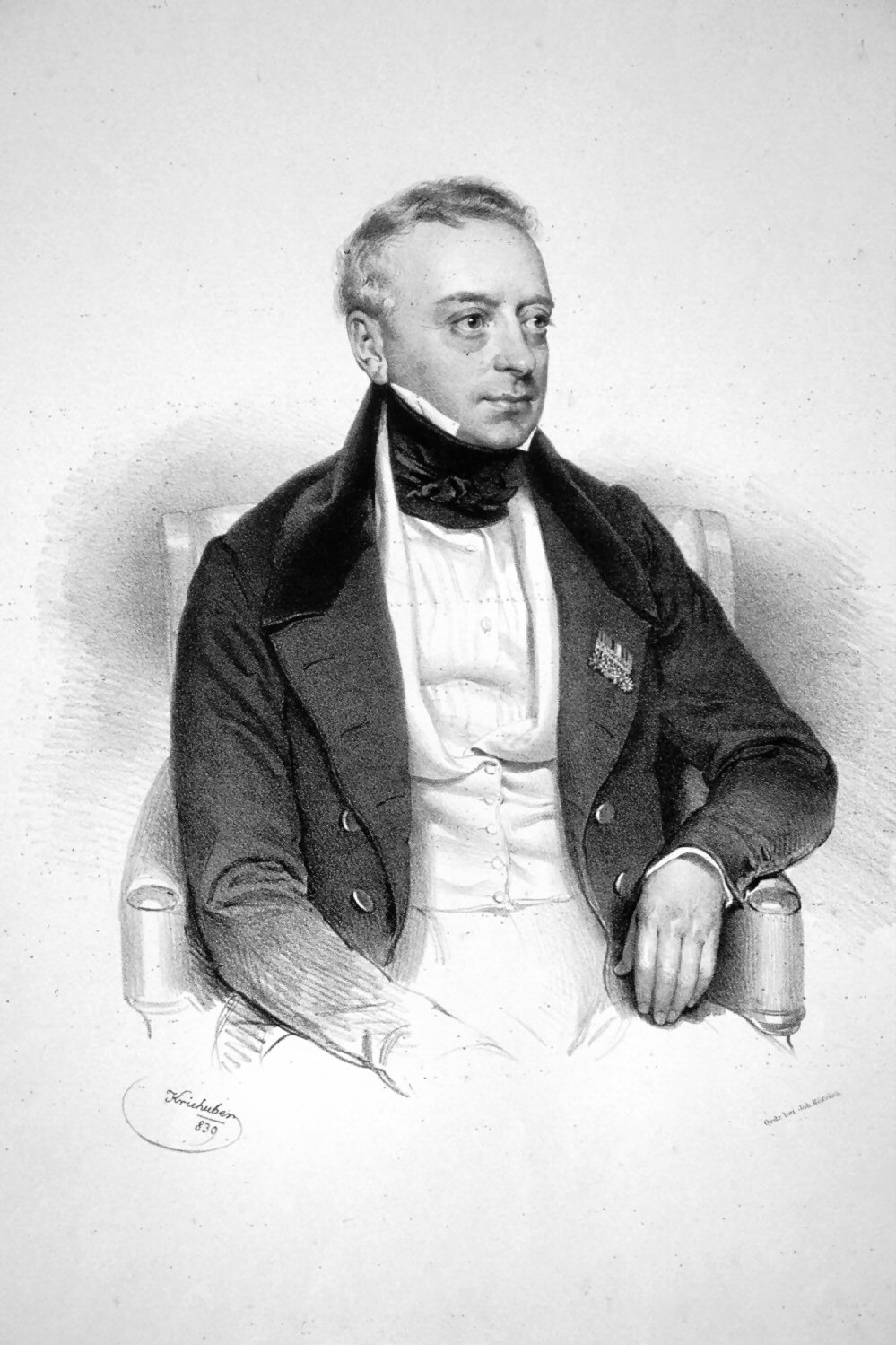
Salomon Mayer, litografie Josef Kriehuber, 1839
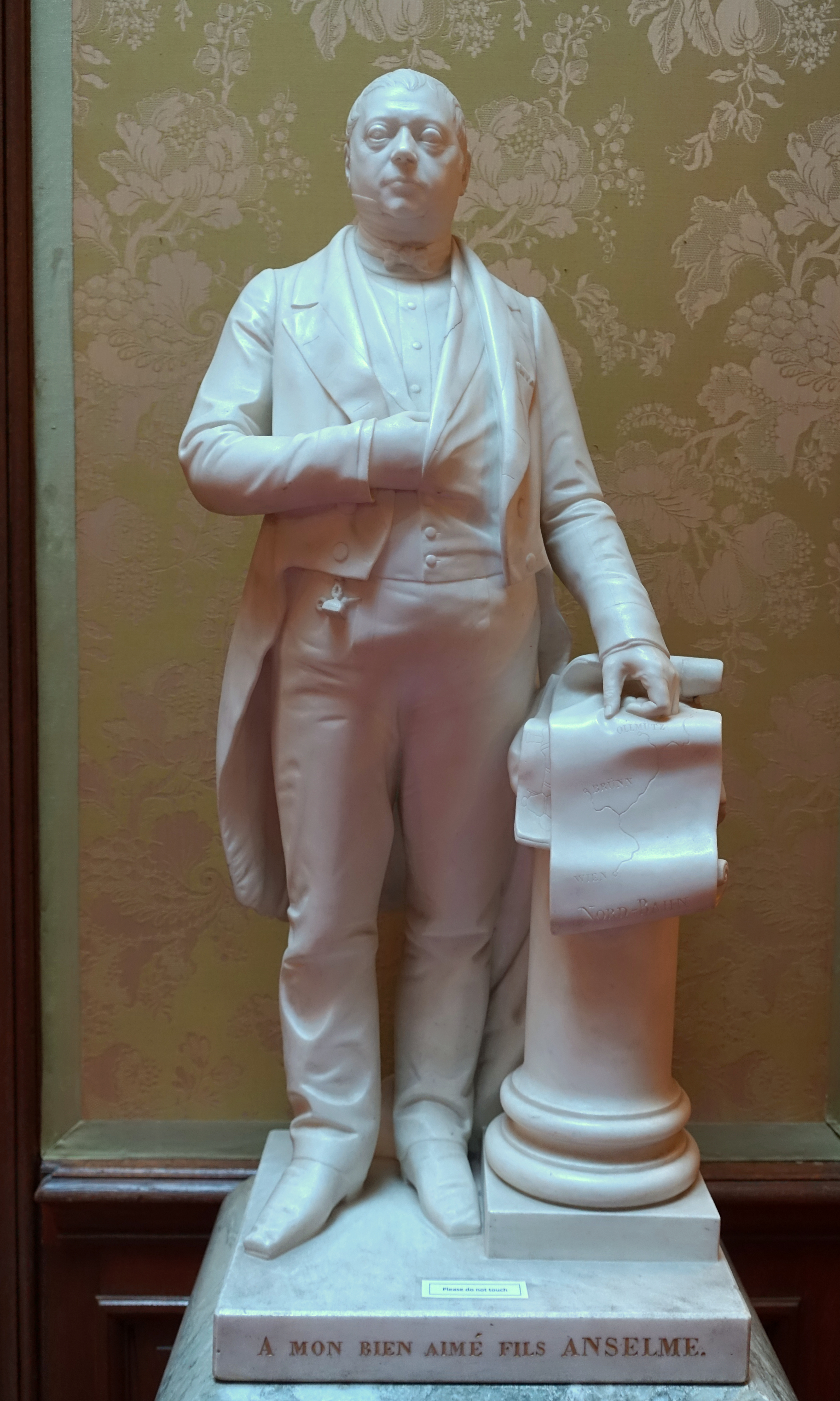
Salomon Mayer, Paul Gayrard, 1845
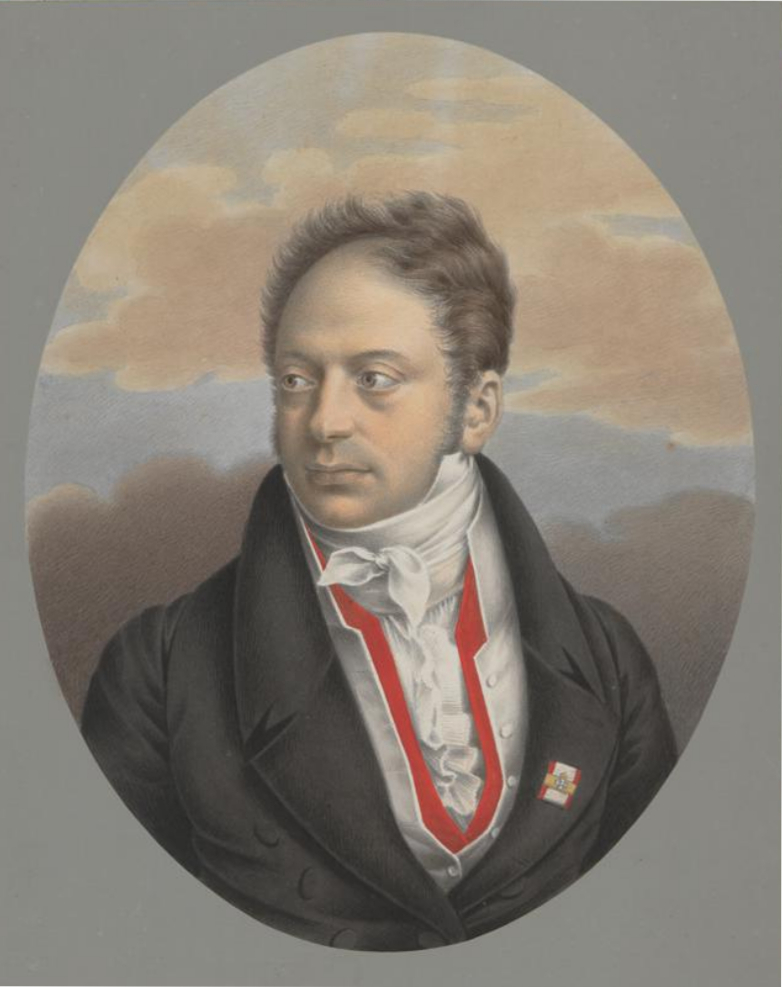
Syn Anselm Salomon, anonym, asi 1830
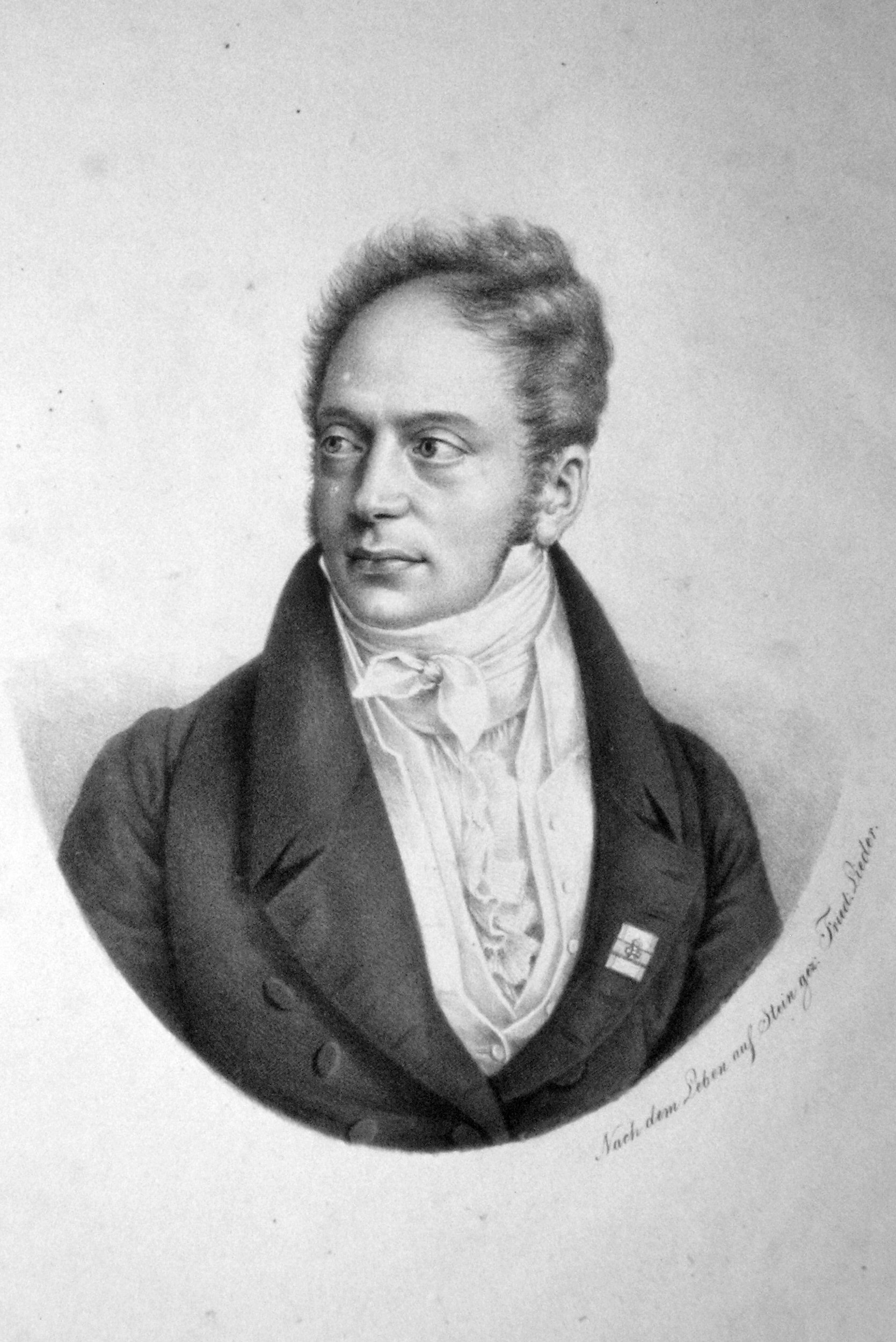
Syn Anselm Salomon, litografie Friedrich Lieder, 1830
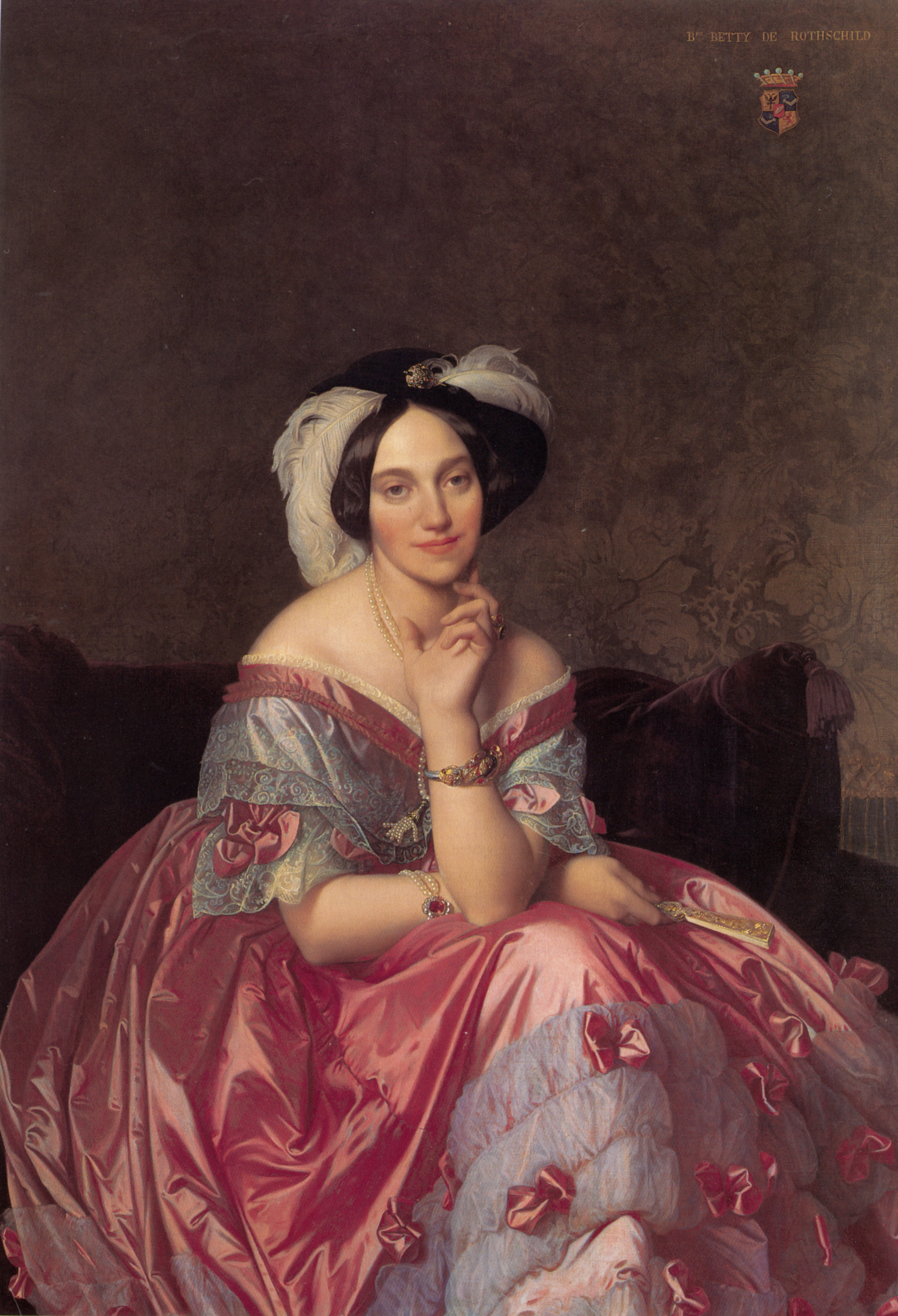
Jean Domonique Ingres: Dcera Betty, 1848